# ALSA
ALSA (англ. Advanced Linux Sound Architecture, Продвинутая звуковая архитектура Linux) — архитектура звуковой подсистемы, а также широкий набор звуковых драйверов для операционных систем на базе ядра Linux, призванный сменить Open Sound System (OSS). ALSA тесно связана с ядром Linux. ALSA — программный микшер, который эмулирует совместимость для других слоёв. Также предоставляет API для программистов и работает с  низкой и стабильной задержкой, сравнимой с звуковыми подсистемами ASIO из Windows и CoreAudio из macOS.
В ядре Linux драйверы для аудиоаппаратуры представлены в виде модулей, начинающихся на snd_. ALSA также полностью поддерживает OSS и может одновременно управлять восемью аудиоустройствами. Также ALSA реализует функциональность MIDI.

## История
Основанный Jaroslav Kysela, проект начался как драйвер Linux для звуковой карты Gravis Ultrasound в 1998 году и разрабатывался отдельно от ядра Linux, пока не был внедрён в него во время разработки версии 2.5 в 2002 году (2.5.4–2.5.5).
В версии 2.6 он по умолчанию заменил OSS (хотя обратная совместимость существует до сих пор).

## Особенности
ALSA была разработана с некоторыми особенностями, которые в то время не поддерживались OSS:
- Аппаратный синтез MIDI;
- Аппаратное микширование нескольких каналов;
- Полнодуплексная работа;
- Поддерживающие многопроцессорность, thread-safe драйверы;
- Эффективная поддержка всех типов звуковых интерфейсов, от любительских до профессиональных многоканальных интерфейсов;
- Поддержка более старого OSS API, обеспечение бинарной совместимости для большинства OSS программ.

ALSA имеет более сложное API, чем OSS, поэтому труднее для разработки приложений, её использующих. Хотя ALSA может быть настроена для поддержки эмуляции OSS, многие дистрибутивы Linux не поддерживают такую возможность.